# Washney Elas
Washney Elas (...) è un giocatore di football americano francese che gioca come offensive lineman per i Paris Musketeers.

## Palmarès
- 1 Europeo (2018)